# Panorpa centralis
Panorpa centralis is een insect uit de orde van de schorpioenvliegen (Mecoptera), familie van de schorpioenvliegen (Panorpidae). De wetenschappelijke naam van de soort is voor het eerst geldig gepubliceerd door Tjeder in 1936.
De soort komt voor in China.